# Nút xoang
Nút xoang (Sinoatrial node thường được viết tắt SA node; cũng được gọi phổ biến là sinus node và ít phổ biến hơn là the sinuatrial node) là một bộ phận tạo nhịp của tim và chịu trách nhiệm cho sự bắt đầu của nhịp đập tim. Nó tự động phát ra mỗi xung động, xung động này xuyên qua khắp quả tim, kết quả là làm cho tim co. Mặc dù chúng phát xung tự động, nhưng nhịp của xung (và vì vậy tạo nên nhịp tim) thì lại được quyết định bởi các thần kinh đến phân bố ở nút xoang. Nút xoang được định vị ở nhĩ phải (buồng trên) của tim.

## Phát hiện
Nó được phát hiện lần đầu bởi một sinh viên y khoa, Martin Flack, trên tim của con chuột chũi (mole), cùng với cố vấn thiên tài của ông, Sir Arthur Keith, lúc đang đi xe đạp với vợ của ông ấy. Họ làm ra khám phá đó trong một phòng thí nghiệm tạm bợ, được đặt ở một nông trang xinh đẹp tại Kent, nước Anh, được gọi là Mann's Place. Khám phá của họ được xuất bản năm 1907.

## Cấu trúc

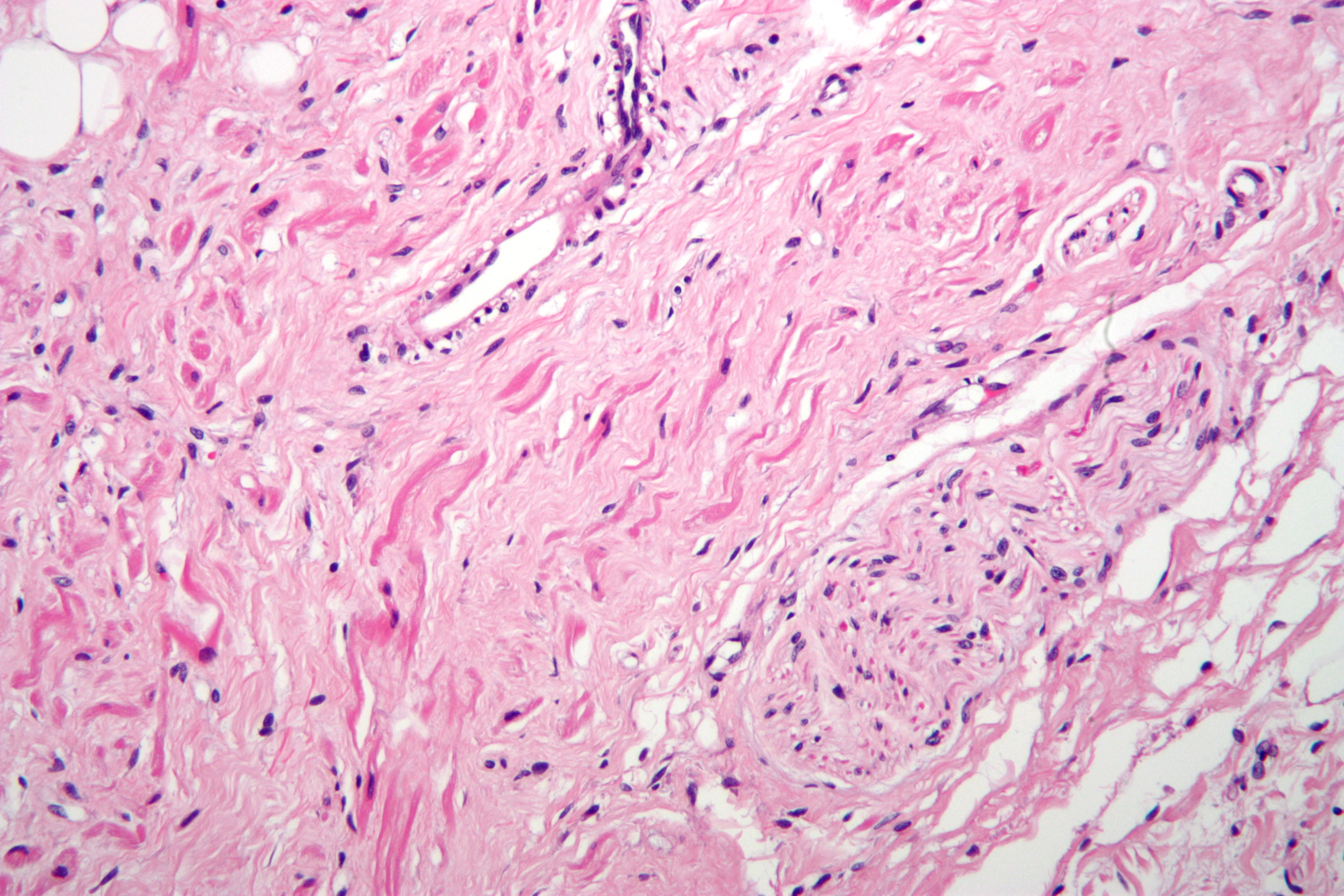
High magnification Micrograph of sinoatrial node tissue and an adjacent nerve fibre. H&E stain.

### Vị trí
Nút xoang là một thành phần của một nhóm các tế bào đặc biệt được định vị ở thành của tâm nhĩ phải, ngay phía ngoài chỗ nối của Tĩnh mạch chủ trên vào Tâm nhĩ phải, phần trên của mào tận cùng (crista terminalis). Nút xoang được định vị ở lớp cơ tim ngay phía trong lớp màng ngoài tim.Mặt sâu của nó tiếp xúc với các tế bào cơ tim nằm dọc theo nhĩ phãi, trong khi đó mặt nông của nó được bao phủ bởi mô mỡ. Nó có hình thon dài trải rộng khoảng 1 đến 2 cm ở bên phải chạy tử mào của nhĩ phải, dọc theo thành sau dưới, đến phần trên của nếp tận cùng (terminal groove). Những sợi của nút xoang là những tế bào cơ tim (cardiomyocytes)được chuyên biệt hóa mà nó tương tự với những tế bào cơ tim co bóp bình thường; tuy nhiên, dù nó có chứa những sợi có thể có rút, nhưng nó không co đủ mạnh. Thay vào đó, những sợi của nút xoang mỏng hơn, quanh co hơn và bắt màu kém hơn (với nhộm H&E stain) so với tế bào cơ tim.

### Sự chi phối thần kinh
Nút xoang được chi phối rất nhiều bởi các sợi thần kinh thuộc Hệ thông thần kinh đối giao cảm (Dây thần kinh sọ não số X hay dây Vagus) và bởi những sợi của Hệ thần kinh giao cảm (T1-4, thần kinh tủy sống). Cấu tạo giải phẫu như vậy làm cho nút xoang dễ bị ảnh hưởng thành cặp và đối lập của Hệ thần kinh tự động. Lúc nghỉ ngơi, nút xoang gần như chịu ảnh hưởng của dây Vagus, lúc hoạt động thì nó gần như chịu tác động của hệ Adrenergic.
- Kích thích những dây thần kinh Vagus (Những sợi đối giao cảm) gây ra giảm nhịp xoang (vì vậy làm giảm nhịp tim). Hệ thần kinh đối giao cảm, thông qua hoạt động dây X, tạo ra một tác động inotropic âm tính lên tim.[3]
- Kích thích những sơi giao cảm gây ra tăng nhịp xoang (Vì vậy làm tăng nhịp tim và sức co cơ tim). Những sợi giao cảm có thể làm tăng sức co cơ tim vì ngoài phân bố thần kinh cho nút xoang và nút nhĩ thất, chúng còn phân bố thần kinh cho cả trong nhĩ và thất.[cần dẫn nguồn]

### Cung cấp máu
Nút xoang nhận máu từ Động mạch nút xoang. Nghiên cứu giải phẫu cắt lớp chi tiết cho thấy sự cấp máu này có lẽ là một nhánh của Động mạch vành phải trong đa số các quả tim (khoảng 60-70%), và một nhánh của Động mạch vành trái (thường là Động mạch mũ trái) trong khoảng 20-30% các quả tim. Hiếm hơn là sự cung cấp máu đến từ cả động mạch vành phải và vành trái hoặc cả hai nhánh xuất phát từ đông mạch vành phải.

## Chức năng

### Tạo nhịp
Mặc dù một số tế bào của tim có khả năng phát ra xung điện (hay điện thế hoạt động) mà có thể kích thích cho tim co, bình thường nút xoang đảm nhiệm vai trò ấy, đơn giản vì chúng phát xung nhanh hơn một chút so với các vùng khác thông qua điện thế tạo nhịp (pacemaker potential). Tế bào cơ tim, giống như tất cả các tế bào cơ khác, có thời kỳ trơ (refractory periods) sau khi đáp ứng co, lúc đó nó không đáp ứng với các kích thích khác. Khi không có sự kiểm soát của cơ chế thần kinh hay nội tiết từ bên ngoài, những tế bào ở trong nút xoang sẽ trở nên tự do tạo ra điện thế hoạt động lên đến 100 nhịp/phút. Bởi vì nút xoang chịu trách nhiệm cho hoạt động điện thế của tim lúc nghỉ, nên đôi lúc nó còn được gọi là ổ tạo nhịp nguyên phát (primary pacemaker)

## Ý nghĩa lâm sàng
Suy chức năng nút xoang được miêu tả bởi những rối loạn về nhịp tim do những lỗi của những tín hiệu xung điện. Khi nút xoang có những khiếm khuyết, Nhịp tim trở nên bất thường– điển hình là quá chậm hoặc ngừng xoang hoặc kết hợp, rất hiếm hơn là nhịp nhanh hơn bình thường.
Sự tắc của động mạch cung cấp máu cho nút xoang (hầu hết là do nhồi máu cơ tim hoặc bệnh động mạch vành tiến triển) có thể gây ra thiếu máu hoặc chết tế bào ở nút xoang. Điều này có thể làm phá hủy chức năng tạo nhịp của nút xoang, và kết quả có thể là Hội chứng nút xoang bệnh lý.
Nút nút xoang không có chức năng, hoặc xung động phát ra từ nút xoang bị block trước khi nó có thể chuyển xuống hệ thống dẫn truyền, một nhóm các tế bào ở phần xa dưới của tim có thể đứng ra làm chủ nhịp. Trung tâm này điển hình nhất là các tế bào ở trong nút nhĩ thất (atrioventricular node (AV node)),đây là một vùng nằm giữa nhĩ và thất, bên trong vách nhĩ thất. Nếu nút nhĩ thất cũng hư hại, Mạng Purkinje (Purkinje fibers) có thể hoạt động và tạo ra những nhịp thoát. Lý do những tế bào Purkinje không thể kiểm soát nhịp tim bình thường vì chúng tạo ra các xung động với tần số quá thấp so với nút xoang và nút nhĩ thất..

## Hình ảnh

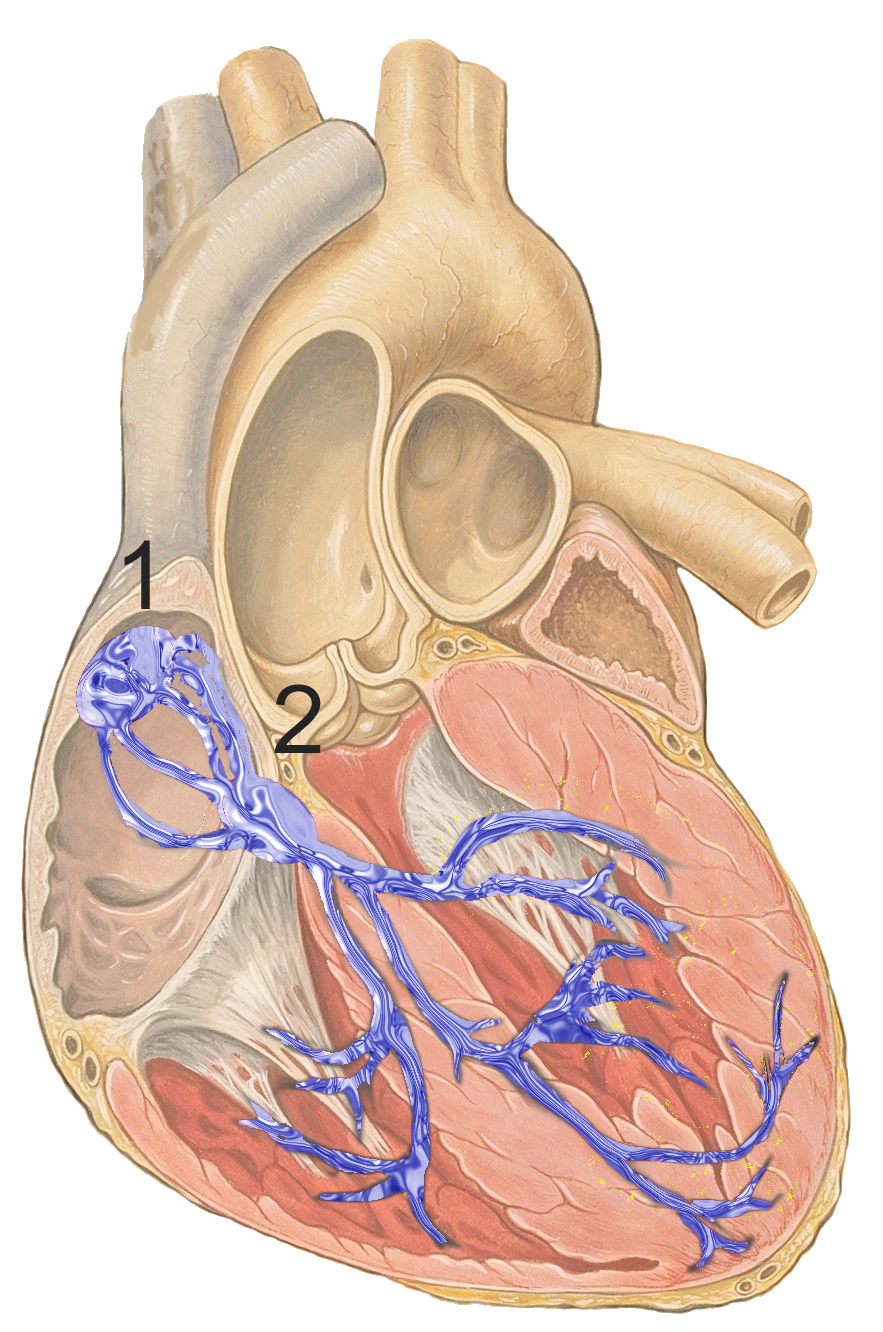
Heart; conduction system
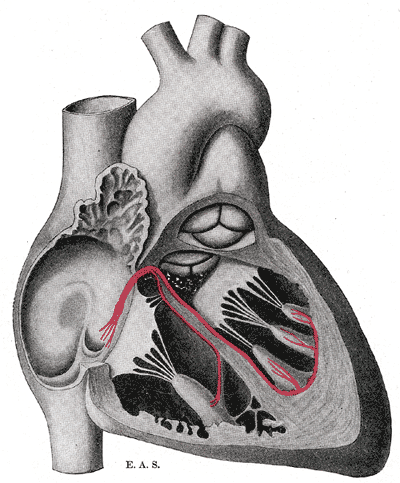
Schematic representation of the atrioventricular bundle